# Leonardo Veronesi
Leonardo Veronesi (Monza, 26 ottobre 1969) è un cantautore italiano.

## Biografia
Ha iniziato la sua carriera come cantante di cover band nel 1997 fino al 2000, anno in cui si stacca dai gruppi per proseguire come solista e autore.
Dopo aver pubblicato alcuni singoli e scritto alcune sigle televisive, nel 2008 esce il suo primo album Uno prodotto con Paolo Martorana. Nel 2011 è ritornato con Domandario prodotto con Paolo Valli e il 9 luglio 2013 è stato presentato il suo terzo album L'anarchia della ragione prodotto con Nicola Scarpante. Il 6 novembre 2015 è uscito il suo quarto album Non hai tenuto conto degli zombie, prodotto e arrangiato con Francesco Cairo. L'11 agosto 2017 esce negli store digitali l'EP Atipico. L'8 febbraio 2019 è uscito negli store digitali il suo quinto album Il teatrino dell'inutilità.
Ha partecipato al 53º Zecchino d’Oro come autore con il brano I suoni delle cose ed è arrivato al terzo posto del 55º Zecchino d'Oro come autore del brano Il blues del manichino (di questo brano è stata registrata una versione spagnola interpretata da Carmen Gonzalez Aranda).
Nel 2014 scrive e realizza 3 brani nel nuovo album di Frenk Nelli.
Sempre nel 2014 ha scritto il brano Quel che non c'era interpretato da War-K, uscito come singolo su iTunes e in tutti i principali store digitali. Lo stesso brano è stato tradotto in spagnolo e cantato al Festival Armonia in Spagna.
Nell'estate 2014 viene pubblicato contemporaneamente in Italia ed in Spagna un suo brano intitolato Acqua (Agua) cantato da Carmen Gonzalez Aranda.
A dicembre 2014 esce Il colore Giallo, brano scritto da Leonardo Veronesi ed interpretato da Enrica Bee, inserito nella colonna sonora dell'ultimo film di Marco Lui John, il segreto per conquistare una ragazza. Sempre a dicembre 2014 esce il videoclip ufficiale Segreti tratto dal brano omonimo contenuto nell'album L'anarchia della ragione.
Nel Settembre 2015 esce il suo nuovo singolo Non hai tenuto conto degli zombie, insieme al videoclip ufficiale del brano. Nel novembre 2015 è uscito il videoclip ufficiale del suo secondo singolo Precario  e nel marzo 2016 il videoclip ufficiale del suo terzo singolo Bella, entrambi contenuti nell'album Non hai tenuto conto degli zombie.
Il 7 ottobre 2016 è uscito su tutti gli store digitali il brano da lui composto Ogni giorno che passa interpretato da Silvia Boreale.
Il 12 luglio 2017 è uscito il suo primo libro Non abbiamo tenuto conto degli zombie scritto con Giorgia Pizzirani (Edizioni La Carmelina).
In ricorrenza del Natale 2017, in collaborazione con l'associazione AVIS di Poggio Renatico (FE), è stato realizzato il singolo È come se fosse sempre Natale (autoprodotto) e relativo videoclip legati ad un progetto di beneficenza finalizzato all'associazione stessa.
Il 16 novembre 2018 esce su tutte le piattaforme digitali un nuovo singolo Da un certo punto di vista.
Ha pubblicato il 3 agosto 2019 il brano Pensaci bene unitamente al videoclip ufficiale. La data insolita per una uscita discografica in realtà è significativa perché il tema trattato, l’abbandono dei cani, in estate diventa una tristissima realtà. Pensaci bene un brano composto da Leonardo Veronesi con la collaborazione dello scrittore Alessandro Reali. Il brano e il videoclip fanno parte di un progetto di sensibilizzazione a favore delle adozioni consapevoli e contro l’abbandono dei cani che specialmente in estate possono costituire un ostacolo per chi vuole andare in vacanza. Il progetto è stato patrocinato dal Comune di Ferrara.
Dal 2016 collabora con il regista Marco Lui (noto come Mr. Lui) per la realizzazione di alcuni videoclip per i suoi brani, quali: Non hai tenuto conto degli zombie (Summer version, 2016), Mi viene sempre in mente dopo (9 dicembre 2016), Buccia di banana (11 agosto 2017), Mi lavo (6 novembre 2017), Potrebbe essere (14 aprile 2018), Da un certo punto di vista (16 novembre 2018), Tra lo spread il deficit e il PIL (11 febbraio 2019) e Pensaci bene (3 agosto 2019).

## Discografia

### Album
- 2008 - Uno (Jaywork)
- 2011 - Domandario (Jaywork)
- 2013 - L'anarchia della ragione (Jaywork)
- 2015 - Non hai tenuto conto degli zombie (Jaywork)
- 2017 - Atipico (Jaywork)
- 2019 - Il teatrino dell'inutilità (Jaywork)

### Singoli
- 2000 - Io ci sto (Polygram)
- 2015 - Non hai tenuto conto degli zombie (Jaywork)
- 2017 - È come se fosse sempre Natale (Atipico Dischi)
- 2018 - Da un certo punto di vista (Atipico Dischi)
- 2019 - Tra lo spread il deficit e il PIL (Jaywork)
- 2019 - Pensaci bene (Atipico Dischi)

### Singoli cantati da altri artisti
- 2003 - Nostalgia di te (S4) (Cantata dal gruppo Rimini Nord)
- 2005 - Niente sesso (Cassiopea) (Sigla televisiva di "A casa di Andrea" cantata da Andrea e Barbara)
- 2009 - Allora via (Ladyland) (Cantata da Simone Silus)
- 2010 - I suoni delle cose (SONY) (Zecchino d'Oro 2010) (Cantata da Francesco Cavicchioli e Nicole Melis)
- 2011 - Forse (Jaywork) (cantata da Frenk Nelli)
- 2012 - Il blues del manichino (SONY) (Zecchino d'Oro 2012) (Cantata da Lorenzo Duoccio)
- 2014 - Quel che non c'era (Jaywork) (Cantata da War-K)
- 2014 - Il nostro amore (Jaywork) (cantata da Frenk Nelli)
- 2014 - Acqua (Jaywork) (cantata da Carmen Gonzalez Aranda)
- 2014 - Agua (Jaywork) (cantata da Carmen Gonzalez Aranda)
- 2014 - Il colore giallo (Jaywork) (cantata da Enrica Bee)
- 2016 - Ogni giorno che passa (Jaywork) (cantato da Silvia Boreale)

### Video pubblicati
- 2008 - Sarebbe bello
- 2009 - Svalutation
- 2010 - Bugia
- 2011 - A volte
- 2012 - Non ti è mai capitato
- 2012 - Le cose che non si vedono
- 2013 - Da domani
- 2013 - Fantasmi
- 2014 - L'anarchia della ragione
- 2014 - L'anarchia della ragione (versione acustica)
- 2014 - Il portacenere
- 2014 - Segreti
- 2015 - Non hai tenuto conto degli zombie
- 2015 - Precario
- 2016 - Bella
- 2016 - Non hai tenuto conto degli zombie (Summer Version)
- 2016 - Mi viene sempre in mente dopo
- 2017 - Buccia di banana
- 2017 - Mi Lavo
- 2017 - È come se fosse sempre Natale
- 2018 - Potrebbe essere
- 2018 - Da un certo punto di vista
- 2019 - Tra lo spread il deficit e il PIL
- 2019 - Pensaci bene

## Libri
- Leonardo Veronesi e Giorgia Pizzirani, Non abbiamo tenuto conto degli zombie, Ferrara, Edizioni La Carmelina, 12 luglio 2017, ISBN 9788899365561